# رود کاراسوک
رود کاراسوک (روسی: Карасук) یک رودخانه در استان نووسیبیرسک کشور روسیه است.